# اختبار المنتج
اختبار المنتج ويسمى أيضا اختبار المستهلك أو الاختبار النسبي، وهو عبارة عن قياس خصائص أو فعالية المنتجات.
النظرية أن أصحاب شركات الإنتاج الضخم/الشامل ينتجون منتجات ذات علامة تجارية ويؤكدون ويعلنون أنها متطابقة مع بعض المعايير الفنية.
اختبار المنتج يسعى إلى ضمان أن المستهلكين يمكنهم أن يفهموا ماذا تفعل المنتجات لهم  وأى المنتجات هي الأكثر قيمة.
اختبار المنتج هو إستراتيجية لزيادة حماية المستهلك عن طريق فحص الإدعاءات المقدمة أثناء استراتيجيات التسويق، مثل صناعة الإعلانات، والتي تكون بطبيعتها في مصلحة كيان توزيع الخدمات وليس بالضروروة في مصلحة المستهلك.
وقد كان ظهور اختبار المنتج هو بداية حركة المستهلك الحديثة.
يمكن القيام باختبار المنتج بواسطة الشركة المصنعة أومعمل مستقل أو وكالة حكومية. غالبًا تستخدم طريقة اختبار رسمية كأساس للأختبار، في وقت لاحق طور المهندسون طرق للاختبار والتي تكون ملائمة لغرض معين.
تُخضع الأختبارات النسبية عدة عينات مكررة لمنتجات متشابهة لظروف اختبار متطابقة.

## الأغراض
اختبار المنتج ربما لديه أغراض متنوعة مثل:
- يحدد ما إذا كان تم تحقيق متطلبات المواصفات والتنظيمات أو العقود.
- تقرر ما إذا كان برنامج تطوير منتج جديد على الطريق الصحيح: تبرهن اثبات المفهوم.
- يزود البيانات القياسية للأغراض العلمية والهندسية وتأكيد الجودة.
- يحدد ملائمة الأستخدام النهائى.
- يوفر أساسيات للإتصالات التقنية.
- يوفر وسائل تقنية لمقارنة خيارات عديدة.
- يوفر دليل في الأجراءات القانونية: مسئولية المنتج أو براءات الأختراع أو استحقاقات المنتج..الخ
- يساعد في حل مشاكل المنتج الحالى.
- يساعد في معرفة التوفير المحتمل في تكلفة المنتجات.

اختبار المنتج يمكن أن يستخدم ل:

اختبار صلاحية المصباح الكهربى واختبار السطوع

- معمل اختبار التلفاز

سماعات اختبار المنتج في غرفة عازلة للصوت

- إخضاع المنتج لضغوطات وديناميكات محتملة أثناء الأستخدام.
- إعادة إنتاج أنواع من التلف للمنتجات التي يمكن أن يحدثها المستخدم.
- التحكم في انتظام إنتاج المنتجات أو المكونات.

## الاصطلاح
اختبار المنتج هو أي عملية يقوم الباحث عن طريقها باختبار اداء المنتج، وامانه وجودته، ومطابقته للمعاير المطلوبة.
العنصر الأولى الذي يشكل  اختبار موضوعى نسبى هو الذي يمتد إلى أن للباحث يمكن ان يقوم بالاختبارات بحرية مع المُصنعين والمُوردين والمُسوقين  للمنتج.

## التاريخ
بزيادة التصنيع بدأ العديد من المُصنِعون اكتشاف مفاهيم ما بات يعرف الآن «بالتصنيع الخالى من الهدر» بهدف تحقيق أقصى قدر من الكفاءة الصناعية.
هذا يشمل الإتجاه في إنتاج بضائع ذات مواصفات معينة ووفقا لمعايير الإنتاج.
بدأت الوكالات الحكومية في الولايات المتحدة على وجه الخصوص تطالب المصنوعون اللذين يقدمون التزامات على العقود الحكومية أن يحققوا العمل وفقا للمعاير الموضوعة مسبقاً.
بدأ المفكرون الأوائل مثل فريدريك شلينك بتخيل نظام لتطبيق توقعات مشابهة للمعايير التي يحتاجها المستهلكين من أجل أن يسمح للناس بالشراء وفقا لمميزات المنتج بدلاً من الإدعاءات الإعلانية والدعاية التسويقية.
توافق شلينك مع ستيوارت تشيس وقاما سويا بنشر كتاب بعنوان «مَالَك يستحق»، والذي كان بمثابة دليل وطنى للتلاعب والأحتيال في الأسواق الأمريكية وذلك بسسب افتقاره لتمثيل المستهلك في عملية التنظيم.
هناك وصف في نهاية هذا الكتاب «لنادى المستهلك النظرى» وللذى سيقوم باختبار المنتجات ويخدم فقط مصالح المستهلكين. نجاح الكتاب ادى إلى تأسيس «بحوث المستهلكين» كأول منظمة في العالم للمستهلكين. وهذا هو بداية تحرك المستهلكين.

## الأدوار

### دور الحكومة
أكثر ادوار الحكومية شيوعًا في اختبار المنتج هي سن قوانين لتصنيع المنتجات بهدف ضمان أن يشرح المُصنعون المنتجات التي يبيعونها بدقة وأن المنتجات آمنة للمستهلكين من أجل أستخدامها.
عادة يقوم المشروعون بتقديم التنظيم الحكومى عندما لا يستطيع النظام الصناعى الطوعيى أن يحل المشاكل المهمة.
المعاير الحكومية في معظم الأحيان تكون أكثر صرامة من المعايير الطوعية ودائما ما تحمل هدف تقليل المخاطر.
معظم الحكومات تضع مسئولية اختبار المنتج على المُصنعين.

### دورالصناعة
أكثر الأدوار الصناعية شيوعاً: هي تزويد المنتجات والخدمات تبعاً للمعايير الصناعية.
في اى صناعة تكون بعض المعاير طوعية (والتي تعنى أن العملية الصناعية ذاتية التنظيم) أو إلزامية (مما يعنى أن الحكومة هي من تضع اللوائح).
كل صناعة لمنتجات استهلاكية رئيسية لديها منظمة تجارية مرتبطة والتي مهمتها تشمل تطوير المعايير الطوعية وضبط الصناعة.
رابط التجارة يمكن أيضاً أن يسهل اختبار الالتزام أو شهادة بأن منتج مُصنِع ما يطابق معاير معينة.
المعايير الطوعية يمكن أن تبدو من وجهة نظر المُصنع اختيارية أو إلزامية، وفي بعض الحالات عندا تعتمد الصناعة معيار ما فإنها تضغط على جميع المُصنعين للأمتثال لهذا المعيار.
يمكن أن نأخذ مؤسسة  اندر رايترUnderwriters Laboratories كمثال على تنظيم الصناعة في الولايات المتحدة والتي تأسست عام 1894 وهي تضع المعايير بالرجوع إلى المواصفات القياسية الكهربائية الأمريكية والتي نشرت عام 1897وهى تعتبر مثال على بداية وضع المعاير مع الرجوع بالتنظيم الحكومى.
مؤسسة  اندر رايتر نشرت وطبقت المئات من المعايير الصحية وليست معايير الجودة.
ومن الصعب أو المستحيل إيجاد صناعة ما لديها القدرة على مراجعة منتجات أعضائها وتوفير معلومات إنتاجية نسبية عن هذه المنتجات.
رابط التجارة موجود لتلبية اهتمامات الأعضاء، وإذا كانت المعلومات التي يريدها المستهلكون تتعارض مع احتياجات الأعضاء في هذا الوقت توزيع المعلومات من الممكن أن يشكل خطراً على الصناعة.
المعلومات التي توفرها الصناعة جزء لا يتجزأ من السوق ولكن طبيعة المعلومات الصناعية ليست متوازنة وموضوعية وكاملة وغير منحازة.

### دور منظمة المستهلك
دور منظمة المستهلك هو تمثيل اهتمامات الأفراد المستهلكين لدى الصناعة والحكومة، بينما لاتنظم الحكومة والصناعة المنتج وجودة الخدمة، من منظور المستهلك جودة المنتج هي موضع الاهتمام الرئيسى.
يرتبط تاريخ منظمات المستهلك دولياً ارتباطاً وثيقاً بتاريخ حركة المستهلك بالولايات المتحدة والتي تحدد السابقة والنموذج لاختبار المنتج.